# Märta Thalin
Märta Eva Hildegard Thalin (senare Jernström), född 10 januari 1909 i Hagalund, Solna, död 16 oktober 1980 i Stockholm, var en svensk målare, grafiker och tecknare.
Hon var dotter till timmermannen Gustaf Adolf Karlsson och Alma Jernström och gift första gången 1936–1944 med verkmästaren Sven Thalin. Hon studerade vid Tekniska skolan från 1929 och utexaminerades från Högre konstindustriella skolan 1932. Hon studerade målning för Nils Hansson 1944–1946, Otte Sköld 1948 och för Lennart Rodhe vid Académie Libre 1951 samt under ett stort antal studieresor under 1950-talet. Hon studerade grafiska tekniker för Adelyne Cross-Eriksson 1961–1963. Separat ställde hon bland annat ut i Solna. Hon medverkade i bland annat Ekströms konstgalleris grafikutställningar 1957–1959 och Föreningen Svenska Konstnärinnors jubileumsutställning på Konstakademien 1960 samt Stockholmssalongerna på Liljevalchs konsthall. Hennes konst består av figurer, djur och landskapsmålningar utförda i  olja, akvarell eller i form av etsningar. Som tecknare och illustratör medverkade hon i tidskrifterna Vi och Perspektiv. Hon är begravd på Solna kyrkogård. 